# Gintautė
Gintautė ist ein litauischer weiblicher Vorname.

## Herkunft und Bedeutung
Gintautė ist eine weibliche Form des litauischen männlichen Vornamens Gintautas.

## Namensträgerinnen
- Gintautė Žemaitytė (* 1973), Pädagogin und Kulturpolitikerin, Vizeministerin